# IC 1258
IC 1258 је спирална галаксија у сазвјежђу Змај која се налази на листи објеката дубоког неба у Индекс каталогу.
Деклинација објекта је + 58° 29' 7" а ректасцензија 17h 27m 17,2s. Привидна величина (магнитуда) објекта IC 1258 износи 13,5 а фотографска магнитуда 14,4. IC 1258 је још познат и под ознакама UGC 10867, MCG 10-25-35, CGCG 300-29, ARP 311, VV 101, PGC 60320.